# Шилове (Угранський район)
Шилово — село в Угранському районі Смоленської області Росія. Входить до складу Холмовського сільського поселення. Населення - 1 житель (2007 рік). 
Розташоване в південно-східній частині області за 35 км на північний захід від Угри, за 14 км на захід від автодороги Знам'янка-Спас-Деменськ, на березі річки Ужрепт. За 14 км на південь від села розташована залізнична станція О. п. 465-й км на лінії Смоленськ — Сухиничі. 

## Історія
У роки Німецько-радянської війни село було окуповане німецькими військами в жовтні 1941 року, звільнене в березні 1943 року.